# Козачани
Козача́ни — хутор в Україні, у Лип'янській сільській громаді Звенигородського району Черкаської області, на хуторі мешкає 2 людей.
У середині 2020 роках офіційно вимер.[джерело?]